# Мімінасі (гора)
Міміна́сі (яп. 耳成山, みみなしやま, мімінасі-яма, «безвуха гора») — гора вулканічного походження в Японії на території міста Касіхара, в центрально-західній частині префектури Нара. Висота становить 136,6 м.
Разом із горою Аменокаґу та горою Унебі належить до так званих «трьох гір Ямато», серед яких є найпівнічнішою. Підніжжя гори становлять гнейсові породи, а частину від середнього схилу і вище — андезитові. На вершині міститься воронка згаслого кратеру.
Під горою знаходяться численні святилища, серед яких найбільшим є Святилище Мімімнасі-Ямаґуті. У південного підніжжя гори розташовані руїни Імператорського палацу стародавньої японської столиці Фудзівара.
Сама гора оспівана в багатьох японських стародавніх піснях, зокрема у творах першої японської поетичної збірки «Манйосю».